# Magnus (album)
Magnus – siódmy album studyjny amerykańskiego przedsiębiorstwa Audiomachine, wydany 23 czerwca 2015 roku.

## Lista utworów
Źródło: AllMusic
| Nr  | Tytuł                       | Długość |
| --- | --------------------------- | ------- |
| 1.  | „Wars of Faith”             | 3:53    |
| 2.  | „Frozen Synapse”            | 3:07    |
| 3.  | „Rise of the Black Curtain” | 3:59    |
| 4.  | „Sun and Steel”             | 2:56    |
| 5.  | „Slipstream”                | 2:26    |
| 6.  | „Sura”                      | 2:23    |
| 7.  | „Quantum”                   | 2:25    |
| 8.  | „Momentum”                  | 2:36    |
| 9.  | „The World is Safe”         | 3:25    |
| 10. | „The Final Hour”            | 2:06    |
| 11. | „When it All Falls Down”    | 4:08    |
| 12. | „Being Alive”               | 4:24    |
| 13. | „Between Heaven and Earth”  | 4:21    |
| 14. | „The Lost Continent”        | 3:01    |
| 15. | „Providence”                | 3:06    |
| 16. | „Red October”               | 4:23    |
| 17. | „Motoneuron”                | 3:41    |
| 18. | „Reparation”                | 2:57    |
| 19. | „Enoch”                     | 2:03    |
| 20. | „Rubicon”                   | 3:34    |
| 21. | „The Origin of Species”     | 3:07    |
| 22. | „All or Nothing”            | 3:34    |
| 23. | „Atragon”                   | 3:27    |
| 24. | „Rise of the Planets”       | 2:07    |

## Notowania na listach przebojów
| Kraj              | Lista            | Najwyższa pozycja |
| ----------------- | ---------------- | ----------------- |
| Stany Zjednoczone | Classical Albums | 2                 |